# Juraj Tvrdý
Juraj Tvrdý (1780 Žilina – 1865 Nitra) byl slovenský kanovník, duchovní, národní buditel, podporovatel slovenské literatury a dobrodinec svého národa.
Působil jako duchovní v obcích Eger, Nitra, Drietoma, Visolaje a v Púchov. Byl spoluzakladatelem Matice slovenské.
Na budově Katolického domu na Hurbanovo ulici v Žilině se nachází jeho pamětní tabule.